# Shojo sect
Shojo sect (少女セクト?, Shōjo sekuto) è un manga yuri del 2003, con elementi hentai, scritto e disegnato da Ken Kurogane, pubblicato in 2 tankōbon. Nel 2008 ne è stato tratto un OAV in 3 episodi, Shojo sect - Innocent lovers (少女セクト〜Innocent Lovers〜?).

## Trama
Shinobu è una studentessa anticonformista e dallo spirito libero, che alloggia in un dormitorio vicino alla scuola insieme ad altre due studentesse, Kirin e Maya, con le quali intreccia una relazione sessuale a tre, rendendole sue succubi. Momoko è invece una studentessa ligia alle regole, sebbene si conceda alcune trasgressioni, ed alloggia in un altro dormitorio con delle amiche, preoccupandosi quand'è a scuola di far rispettare le regole agli altri. Nonostante le differenze di carattere, Shinobu è innamorata di Momoko e unicamente di lei, ma Momoko inizialmente non ricambia i suoi sentimenti. Quando poi Momoko decide di ricambiarli, si mette d'intralcio un'altra ragazza, la senpai Ōkami, che abusa sessualmente di Shinobu e la intimidisce minacciando di creare dei problemi a Momoko. Questa però scopre in fretta quello che Shinobu sta subendo e reagisce violentemente contro Ōkami, colpendola in viso, e in seguito a tale evento Momoko è costretta a cambiare scuola. Tuttavia lei e Shinobu riescono ancora a vedersi e Shinobu le confida di essere innamorata di lei da ben dodici anni, cioè da quando da bambine Momoko le aveva dato un bacio, episodio che tuttavia la stessa Momoko aveva dimenticato.

## Personaggi
Shinobu Handa (藩田思信?, Handa Shinobu)
Doppiata da: Hitomi
Momoko Naitō (内藤桃子?, Naitō Momoko)
Doppiata da: Shiho Kawaragi
Kirin Suwabe (諏訪部麒麟?, Suwabe Kirin)
Doppiata da: Ai Miyashita
Kyōko Hayato (隼砥教子?, Hayato Kyōko)
Doppiata da: Asuka Hōjō
Chizuru Komai (狛井千鶴?, Komai Chizuru)
Doppiata da: Kaede Yamazaki
Shigure Komai (狛井時雨?, Komai Shigure)
Doppiata da: Noriko Rikimaru
Maya Enjoji (燕条寺真弥?, Enjoji Maya)
Doppiata da: Tae Okajima
Sayuri Ōkami (大神小百合?, Ōkami Sayuri)
Doppiata da: Hyo-sei

## Manga
Il manga, originariamente pubblicato sulla rivista giapponese per adulti Comic Megastore, è stato poi raccolto in 2 tankōbon:
| Nº | Titolo italiano Giapponese 「Kanji」 - Rōmaji           | Data di prima pubblicazione       | Data di prima pubblicazione      |
| Nº | Titolo italiano Giapponese 「Kanji」 - Rōmaji           | Giapponese                        | Italiano                         |
| 1  | Shojo Sect volume uno 「少女セクト 1」 - Shōjo sekuto 1 | 19 agosto 2005 ISBN 9784877348823 | dicembre 2014 ISBN 9788877597328 |
| 2  | Shojo Sect volume due 「少女セクト 2」 - Shōjo sekuto 2 | 19 aprile 2006 ISBN 9784877349790 | aprile 2015 ISBN 9788877597335   |